# Alexis Vuillermoz
Alexis Vuillermoz (født 1. juni 1988) er en fransk tidligere cykelrytter, der senest kørte for Team TotalEnergies. Før han blev professionel cykelrytter i 2013, kørte han mountainbike som U19- og U23-rytter og var en del af det franske cykellandshold.